# توني رودريغيز
توني رودريغيز (بالإنجليزية: Tony Rodríguez) هو لاعب كرة قاعدة أمريكي، ولد في 15 أغسطس 1970 في ريو بيدراس ‏ في بورتوريكو.

## وصلات خارجية
- توني رودريغيز على موقعبيزبول رفرنس.كوم (الدوري الرئيسي) (الإنجليزية)
- توني رودريغيز على موقعبيزبول رفرنس.كوم (الدوري الثانوي) (الإنجليزية)